# Udilenske (Mariivka), Zaporijjea
Udilenske (în ucraineană Уділенське) este un sat în comuna Mariivka din raionul Zaporijjea, regiunea Zaporijjea, Ucraina.

## Demografie
Componența lingvistică a localității Udilenske
     Ucraineană (68,42%)
     Rusă (26,32%)
     Belarusă (5,26%)
Conform recensământului din 2001, majoritatea populației localității Udilenske era vorbitoare de ucraineană (68,42%), existând în minoritate și vorbitori de rusă (26,32%) și belarusă (5,26%).